# Alejo Sauras
Alejo Martín Sauras (Esporlas, Baleares; 29 de junio de 1979) es un actor español conocido por interpretar a Santi Rivelles en la serie Al salir de clase, a Raúl Martínez en la serie Los Serrano y a El Enlace en la serie Estoy vivo.

## Biografía
Alejo Martín Sauras nació el 29 de junio de 1979 en Esporlas (Mallorca), aunque pasó su adolescencia y juventud en Madrid, en el barrio de Aluche. Estudió Formación Profesional de electrónica en la Institución La Salle de Las Águilas-Madrid, pero no la acabó. También estudió aviónica, en la cual consiguió aprobar las oposiciones para Iberia, pero finalmente decidió dedicarse al mundo de la interpretación.
Comenzó a formarse en escuelas de arte dramático como la de Cristina Rota al tiempo que estudiaba japonés en la Escuela Oficial de Idiomas de Madrid. Esto le serviría para llegar a representar dos obras teatrales en esta lengua. A partir de ahí comenzó a aparecer en algunos cortometrajes y series de televisión como Menudo es mi padre, Compañeros o A las once en casa, con papeles episódicos. En 1998 debutó en el cine con una pequeña intervención en la película Mensaka, páginas de una historia.
Alcanzó mayor repercusión después de su incorporación al elenco de la serie de televisión Al salir de clase (1997-2002), en la que encarnó a un adolescente homosexual, Santiago «Santi» Rivelles, interviniendo en más 500 episodios. Este personaje le dio una gran popularidad, y a raíz de él comenzó a convertirse en un rostro familiar. Posteriormente participó en películas como Y decirte alguna estupidez, por ejemplo, te quiero (2000), o Diario de una becaria (2003) y siguió haciendo algunas apariciones en episodios y series de televisión como Siete vidas o El comisario.
En 2003 participó en la segunda temporada de Javier ya no vive solo, junto a Emilio Aragón. Poco después, comenzó a interpretar el papel de Raúl Martínez Blanco, el hijo de Candela (Nuria González) y Fiti (Antonio Molero), en la serie Los Serrano, donde se mantuvo hasta el final de la misma en julio de 2008, y que ha compaginado con el cine. En 2005 protagonizó el filme Bienvenido a casa, dirigido por David Trueba, donde interpretó a un fotógrafo que se incorporaba a una redacción de un periódico. Un año después, rodó el largometraje Café solo o con ellas del director novel Álvaro Díaz Lorenzo y, poco después, el filme Lo que tiene el otro, dirigido por el valenciano Miguel Perelló. También participó en las películas La habitación de Fermat de Luis Piedrahíta y Rodrigo Sopeña y en Sexykiller, morirás por ella de Miguel Martí.
Tras el fin de Los Serrano, se incorporó a la serie Cazadores de hombres, donde interpretó a «El Tila», un delincuente habitual y colaborador de Ana Leal (Emma Suárez). En 2009 estrenó la película Mentiras y gordas junto a su compañero Hugo Silva y otros rostros conocidos. También hizo un pequeño papel en la película de Pedro Almodóvar Los abrazos rotos. Ese mismo año, se anunció que sería una de las incorporaciones de la segunda temporada de la serie Acusados en Telecinco.
En noviembre de 2012 apareció en la serie cómica Fenómenos de Antena 3. Entre 2014 y 2015 encabezó el elenco de la adaptación de la obra clásica El eunuco. En enero de 2015 protagonizó la serie Algo que celebrar de Antena 3, haciendo el papel de Santi.
En 2017 comenzó a interpretar a El Enlace en la serie de TVE Estoy vivo, siendo uno de los protagonistas, junto a Javier Gutiérrez y Anna Castillo. En la serie se mantuvo hasta la cuarta temporada en junio de 2021. Ese año estrenó Edipo. A través de las llamas, dirigida por Luis Luque Cabrera y con dramaturgia de Paco Bezerra, en el Festival Internacional de Teatro Clásico de Mérida.

## Filmografía

### Cine
| Año  | Título                                             | Personaje      | Director                         |
| ---- | -------------------------------------------------- | -------------- | -------------------------------- |
| 1998 | Mensaka, páginas de una historia                   | Chaval         | Salvador García Ruiz             |
| 2000 | Y decirte alguna estupidez, por ejemplo, te quiero | Gobi           | Antonio del Real                 |
| 2001 | La mujer de mi vida                                | Carmelo        | Antonio del Real                 |
| 2003 | Diario de una becaria                              | Raúl           | Josetxo San Mateo                |
| 2003 | Trileros                                           | Amigo          | Antonio del Real                 |
| 2005 | H6: Diario de un asesino                           | Cristóbal      | Martín Garrido Barón             |
| 2006 | Bienvenido a casa                                  | Samuel         | David Trueba                     |
| 2007 | Café solo o con ellas                              | Pedro          | Álvaro Díaz Lorenzo              |
| 2007 | La habitación de Fermat                            | Galois         | Luis Piedrahíta y Rodrigo Sopeña |
| 2008 | Lo que tiene el otro                               | Lucio          | Miguel Perelló                   |
| 2008 | Sexykiller, morirás por ella                       | Álex           | Miguel Martí                     |
| 2009 | Mentiras y gordas                                  | Bubu           | Alfonso Albacete y David Menkes  |
| 2009 | Los abrazos rotos                                  | Álex           | Pedro Almodóvar                  |
| 2015 | Solo química                                       | Carlos         | Alfonso Albacete                 |
| 2017 | El jugador de ajedrez                              | Javier Sánchez | Luis Oliveros                    |
| 2020 | Caribe, todo incluido                              | Fermín         | Miguel García de la Calera       |
| 2024 | Hotel Bitcoin                                      | Alejo          | Manuel Sanabria                  |

### Televisión

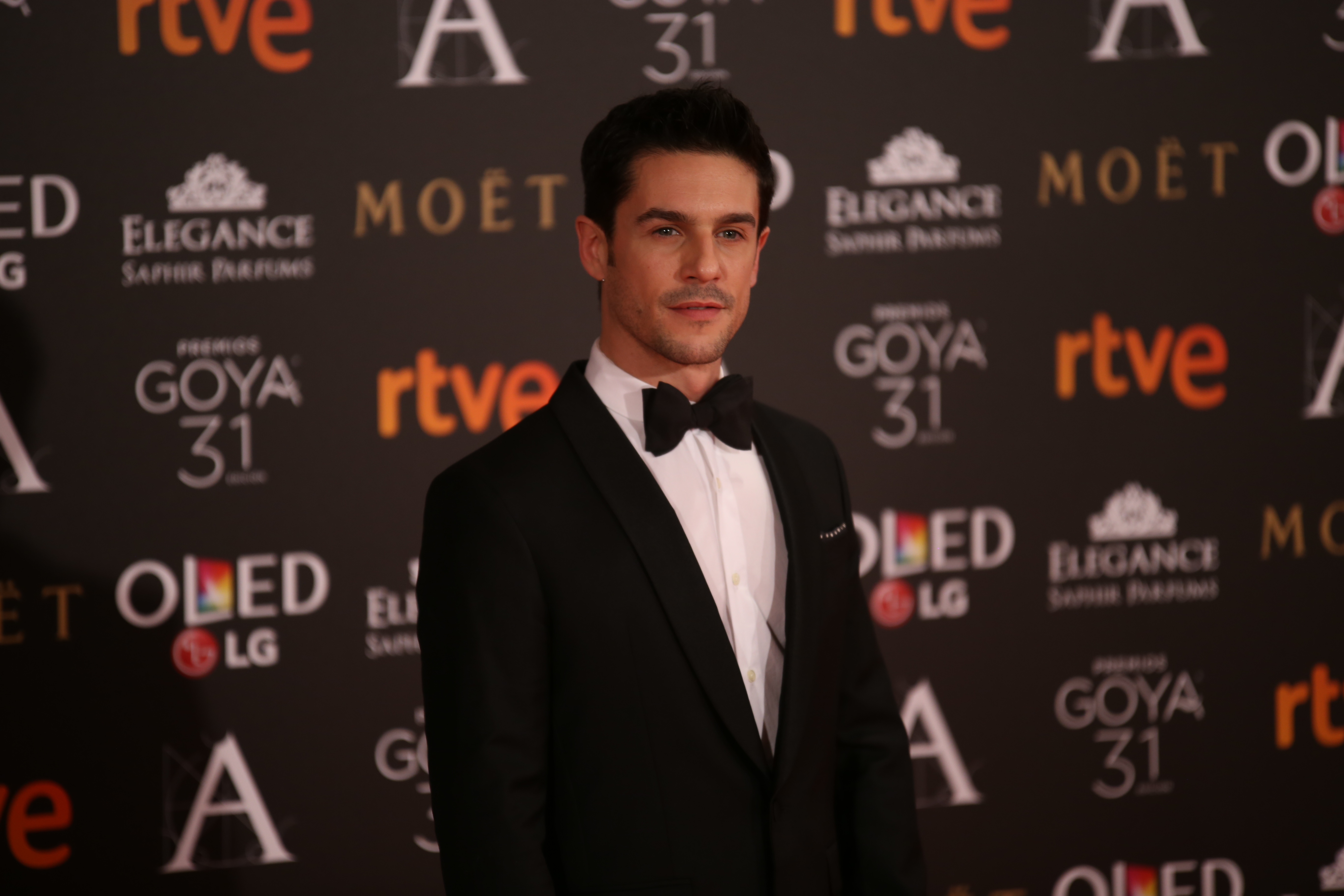
Alejo Sauras en los Premios Goya de 2017

| Año             | Título                    | Rol                               | Notas                                            |
| --------------- | ------------------------- | --------------------------------- | ------------------------------------------------ |
| 1997–2001       | Al salir de clase         | Santiago «Santi» Rivelles Prada   | Elenco principal; 407 episodios (temporadas 3-5) |
| 1998            | A las once en casa        | Carlos                            | 3 episodios                                      |
| 1998            | Compañeros                | Marcos                            | 2 episodios                                      |
| 1999            | El Comisario              | José                              | 1 episodio                                       |
| 2001            | 7 vidas                   | Edi                               | 2 episodios                                      |
| 2003            | Javier ya no vive solo    | Óscar Paniagua                    | 5 episodios                                      |
| 2003–2008       | Los Serrano               | Raúl Alfredo Martínez Blanco      | Elenco principal; 142 episodios                  |
| 2008            | Cazadores de hombres      | El Tila                           | Elenco principal; 8 episodios                    |
| 2009            | Camera Café               | Amigo de Jésus                    | 1 episodio                                       |
| 2010            | Acusados                  | Pablo Alonso                      | Elenco principal; 13 episodios (temporada 2)     |
| 2011; 2018–2019 | 14 de abril. La República | Jesús Prado                       | Elenco principal; 30 episodios                   |
| 2012–2013       | Fenómenos                 | Javier Garrido                    | Elenco principal; 9 episodios                    |
| 2015            | Algo que celebrar         | Santiago Navarro Magallón         | Elenco principal; 8 episodios                    |
| 2017–2021       | Estoy vivo                | Iago Márquez Loureiro «El Enlace» | Elenco principal; 52 episodios                   |
| 2023            | Express                   | Iker Torres                       | Elenco principal; 8 episodios (temporada 2)      |
| 2023            | Citas Barcelona           | Javi                              | 1 episodio                                       |

### Teatro
- La Ínsula Barataria (1996). Extracto del Quijote.
- Manuke Mura (1996). Representada en japonés.
- Tonari No Ojiisan (1997). Representada en japonés.
- La Gallina Ciega (2002). Escrita y Dirigida por Jaime Palacios.
- El eunuco (2014–2016). Personaje: Lindus.[2]
- La cocina (2016). Dirigida por Sergio Peris-Mencheta
- Edipo. A través de las llamas (2021-2023). Dirigida por Luis Luque Cabrera.
- La ilusión conyugal (2023-2024). Dirigida por Antonio Hortelano

## Premios y nominaciones
Premios Feroz
| Año  | Categoría                           | Trabajo    | Resultado |
| ---- | ----------------------------------- | ---------- | --------- |
| 2017 | Mejor actor de reparto de una serie | Estoy vivo | Nominado  |

Fotogramas de Plata
| Año  | Categoría                 | Trabajo    | Resultado |
| ---- | ------------------------- | ---------- | --------- |
| 2017 | Mejor actor de televisión | Estoy vivo | Ganador   |

Unión de Actores y Actrices
| Año  | Categoría                            | Trabajo                   | Resultado |
| ---- | ------------------------------------ | ------------------------- | --------- |
| 2012 | Mejor actor secundario de televisión | 14 de abril. La República | Ganador   |
| 2019 | Mejor actor secundario de televisión | Estoy vivo                | Nominado  |
| 2020 | Mejor actor secundario de televisión | Estoy vivo                | Ganador   |